# Rogério Pipi
Rogério Lantres de Carvalho, plus communément appelé Rogério Pipi ou simplement Rogério, est un footballeur portugais né le 7 décembre 1922 à Lisbonne et mort le 8 décembre 2019 dans la même ville.

## Biographie
Né à Lisbonne, Rogério Pipi commence sa carrière au club local Chelas. 
En 1942, il signe avec le Benfica Lisbonne, club avec lequel il joue pendant 12 saisons. Pendant l'année 1947, il quitte le club pour jouer pour le Botafogo FR, c'est le premier footballeur portugais à tenter l'aventure au Brésil. Ayant mis sa femme enceinte d'un garçon avant son départ, celle-ci souhaite élever le fils à Lisbonne : dès l'année 1948, il revient au Portugal, à nouveau sous les couleurs de Benfica.
Il est le premier capitaine de Benfica à soulever un trophée international lors de la finale de la Coupe Latine en 1950.
Travaillant dans un stand Ford, il est victime de la nouvelle gestion interne du club : l'arrivée d'Otto Glória en 1954 annonce la professionnalisation de l'équipe. Souhaitant garder son emploi, il quitte Benfica et termine sa carrière dans un autre club local l'Oriental Lisbonne.
Il est considéré comme l'un des plus grands joueurs de Benfica avant la période marquée par la présence d'Eusébio dans les années 1960. Avec le club, il remporte trois titres de champion, six coupes du Portugal et une Coupe Latine. Au total, il a disputé 310 matches et marqué 210 buts pour le club.
Pipi détient le record du meilleur buteur de la finale de la coupe du Portugal, avec 15 buts. Il marque un quintuplé lors de la finale en 1944.

## Carrière
- 1942-1947 :  Benfica Lisbonne
- 1947 :  Botafogo FR
- 1948-1952 :  Benfica Lisbonne
- 1952-1958 :  Oriental Lisbonne

## Palmarès

### En club
Avec le Benfica Lisbonne :
- Champion du Portugal en 1943, 1945 et 1950
- Vainqueur de la Coupe du Portugal en 1943, 1944, 1949, 1951, 1952 et 1953
- Vainqueur de la Coupe Latine en 1950